# André Astoul
 (février 2022).
André Astoul né le 8 novembre 1886 à La Roche-sur-Yon en Vendée et mort le 3 février 1950 à Landeronde (Vendée) est un artiste peintre français.
Il a peint des portraits, des paysages et des scènes de genre.

## Biographie
Élève de Lucien Simon, il a exposé au Salon de la Société nationale des beaux-arts de Paris entre 1921 et 1936. Il montre de bonne heure les remarquables dispositions dont il est doué. Son père, Othello Astoul, artisan peintre-décorateur à La Roche-sur-Yon, constatant cette vocation, le dirige de son mieux et l'encourage dans la voie où tout semble l'attirer.
Victor Fulconis, son professeur de dessin au lycée et directeur des cours municipaux, suit assidûment le jeune élève. À 15 ans, celui-ci part pour Nantes puis pour Paris afin de compléter son éducation à étudier les œuvres des grands artistes. Il revient en Vendée en 1907 et se marie en 1910, année où il est promu professeur de dessin à Luçon ; il quitte cette ville quelques années plus tard pour parfaire sa formation avec Lucien Simon.
De 1934 à 1939, il vient habiter Pornichet, puis Nantes, où il fait sa place tout en continuant à travailler en Vendée et à se déplacer à travers la France. Lorsque la Seconde Guerre mondiale éclate, il revient à La Roche-sur-Yon et, en 1945, il s'établit définitivement dans un petit coin du bas-bocage, près du chef-lieu, Landeronde, où il crée son dernier atelier. Après la guerre, il fait un long séjour dans le Midi.
Parmi son œuvre considérable, ce sont surtout ses portraits qui attirent l'attention sur lui mais il excelle également dans tous les genres. Il prend une grande part avec Léonard Coquet, Jean Ferlicot, Léon Haudeville et René Robin, à la création du Salon yonnais. Il organise en décembre 1948 sa dernière exposition : 45 années de peinture.
Peintre vendéen, André Astoul a pris part à de nombreuses expositions tant à Paris qu'en province. Sans s'attacher à aucun maître, sans faire partie d'aucune école, d'aucune coterie artistique, il suit seul son destin avec opiniâtreté et courage, guidé uniquement par une sorte d'infaillibilité innée du sens du beau. C'est ainsi qu'en 1919 il est admis au Salon yonnais, dont le président du Jury était le Maître Lucien Simon, avec le portrait du Chanoine Freland, œuvre d'un caractère puissant. Tour à tour, André Astoul est appelé à peindre des hommes célèbres, des personnalités politiques, des prélats, des hommes de lettres, des femmes du monde, des enfants.
La Nationale des arts, le Salon d'automne, le Cercle Volney, de nombreux salons de province et parmi eux le Salon yonnais de La Roche-sur-Yon accueillent des œuvres de celui dont Clemenceau disait qu'il portait un « nom coloré, méridional ». Au nombre des portraits les plus marquants peints par Astoul, il faut citer celui de Benjamin Rabier, le peintre animalier bien connu, acquis par le Conseil général de la Vendée, ceux de Mgr de Guébriant ; de Mgr Simeone, évêque de Fréjus ; de Mgr Garnier, évêque de Luçon ; de Mgr Deval ; du sénateur Morand ; du senateur Robert et de beaucoup d'autres, de multiples croquis de Clemenceau, des têtes de gosses et de Sablaises, enlevés avec une facilité, une délicatesse, une aisance, un brio admirables.